# Ford Anglia
Ford Anglia er en lille familiebil, der blev udviklet og fremstillet af den britiske del af Ford, Ford of Britain. Den første udgave af Ford Anglia blev introduceret i 1939 og modellen blev i forskellige senere udgaver fremstillet indtil 1967, hvor modellen blev afløst af Ford Escort. Der blev i modellens levetid fremstillet 1.594.486 eksemplarer.
Modellen blev fremstillet på Fords fabrikker i Dagenham og Halewood i England samt på Fords fabrik i Italien og i Australien for det australske marked.
Den sidste udgave af Anglia, 105E, blev en stor salgssucces for Ford og var sammen med den større Cortina med til at sikre Fords dominans på det britiske marked fra midten af 1950'erne. Ford Anglia blev importeret til Danmark gennem Ford Motor Company (Danmark), hvor bilen også blev en salgssucces.

## Anglia E04A (1939–1948)
Den første Ford Anglia, E04A, blev sendt på markedet den 31. oktober 1939 som britiske Fords mindste model i produktprogrammet. Ford Anglia var en videreudvikling af Ford 7Y, som modellen afløste. Anglia var et simpelt og billigt køretøj rettet mod den nederste del af markedet. De fleste biler blev solgt i farven sort. Designet var typisk for 1930'erne med lodret kølergrill. Modellen blev fremstillet i en deluxe-udgave med bedre instrumenter i instrumentbrættet og på modellerne før krigen, trinbræt. Både for- og bagophæng brugte tværgående bladfjedre, og bremserne var mekaniske.
Den todørs Anglia var opbygget på samme måde som den firdørs E93A Ford Prefect; Anglia havde dog et større baggagerum. Bilen blev i Storbritannien solgt med den samme motor, som lå i Ford Model Y: en 933 cc 4-cylindret rækkemotor med horisontal stempelgang. På nogle eksportmarkeder (herunder USA) blev Anglia solgt med motoren fra Ford Ten: en 1172 cc række-4. Bilens vinduesvisker blev drevet af en vakuumpumpe, der havde en tendens til at sætte ud ved hastigheder over 65 km/t og under acceleration. Gearkassen var med tre trin, og havde synkromesh mellem andet og øverste gear, men ikke mellem første og andet.
Som følge af udbruddet af 2. verdenskrig indstillede de britiske bilproducenter produktionen af civile køretøjer til fordel for produktion af materiel til krigsindsatsen. Ford indstillede produktionen af Anglia i England i 1942 og genoptog produktionen i midten af 1945. Produktionen af første generation af Anglia ophørte i 1948 efter at Ford havde fremstillet 55.807 eksemplarer af modellen.
Anglia E04A blev produceret i Australien mellem 1940 og 1945 som en åben tourer og som en roadster. Da produktionen af Ford Anglia E04A ophørte i 1945 producerede fabrikken i Australien til det australske marked en ny udgave, Anglia A54A fra 1946-48. A454A var en opgraderet udgave af E04A, men med fire døre. Der blev dog fortsat fremstillet en 2-dørs tourer og roadster udgave af A454A.
- Australsk Ford Anglia Tourer fra 1946
- Australsk Ford Anglia Tourer fra 1946 set bagfra

## Anglia E494A (1949–1953)
Modellen fra 1949, E494A, var en kraftigt faceliftet udgave af den tidligere model. E494A havde fået en ny front, der passede med 1940'ernes mode, herunder en todelt lodret grill. Bilen var fortsat spartansk udstyret og var ved introduktionen Storbritanniens billigst firhjulede bil. Motoren var den samme 993 cc række-4'er med 8 hk, ligesom bilen (som forgængeren) også blev udstyret med en 1172 cc motor med 10 hk til eksport i modellen E4930A.
E494A blev testet i det britiske bilblad The Motor i 1948, hvor man målte en tophastighed på 91 km/t og en acceleration fra 0-80 km/t på 38,3 sekunder. Det blev målt et benzinforbrug på 7,8 liter pr. 100 km (12,8 km pr. liter). Bilen blev solgt for 309 pund inklusive skatter og afgifter.
Ford stoppede salget af Anglia i oktober 1953 efter at der var der produceret i alt 108.878 eksemplarer. Ford fortsatte dog produktionen af bilen, men solgte den i stedet under navnet Ford Popular indtil 1959. Ford Popular var en helt skrabet og billig udgave af E494A.
Som med den foregående model byggede Ford også en australsk udgave af Anglia, A494A, i årene fra 1949 til 1953. A494A var baseret på den britiske E494A, og havde samme undervogn og front, men blev fremstillet med forskellige udformninger, herunder med fire døre, som åben tourer og coupé og som roadster. Alle de australske udgaver havde trinbræt, ligesom de australske udgaver af Anglia havde et mindre baggagerum. Som i Storbritannien var Ford Anglia også den billigste bil i Australien.
- Bagenden af en britisk Anglia fra 1953
- Britisk Anglia som varebil. Et stor antal Anglia blev benyttet som lille varebil i Storbritannien
- Australsk Ford Anglia A494A i firdørs udgave
- 1951 Ford Anglia A494A Tourer
- Ford Anglia A494A Coupe Utility

## Anglia 100E (1953–1959)
I 1953 introducerede Ford en ny udgave af Anglia, 100E. Den nye Anglia var en helt ny bil med et moderne design inspireret af den større Ford Consul og af Fords tyske Ford Taunus P1. 100E blev solgt i en 2-dørs udgave som Ford Anglia og i en firdørs udgave som Ford Prefect. Ford fortsatte dog salget af den gamle Anglia (E494A) som de solgte som 103E Popular, markedsført som "Verdens billigste bil".
Den nye 100E havde separate forsæder betrukket med PVC. Instrumenterne (speedometer, brændstofmåler og amperemeter) var placeret i rundt om ratstammen, og gearstangen var gulvmonteret. Varmeanlæg og radio var ekstraudstyr. Instrumentbrættet blev ændret to gange i modellens levetid: i 1956 blev instrumenterne flyttet til et traditionelt instrumentbræt og i 1959 yderligere opdateret bl.a. med et bånddrevet speedometer lig konkurrenten Vauxhalls Velox/Cresta ligesom bilen nu leveredes med handskerum.
100E blev leverede med nye - men gammeldags - sideventilmotor med 36 hk. Tre-trins gearkassen blev bibeholdt. Som noget nyt var vinduesvisker i passagersiden standard, men vinduesviskerne var fortsat vakuumdrevne på trods af, at dette blev opfattet som gammeldags, da viskerne var berygtet for at sænke farten eller helt stoppe, når bilens motor blev belastet. 100E havde som noget nyt pontonkarrosseri, og frontophænget brugte "hydrauliske teleskopdæmpere og spiralfjedre" – i dag kaldet MacPherson-ophæng – med krængningsstang og bladfjedre bagpå. Bilens 221 cm akselafstand var den korteste af nogen Anglia. Bilen havde et godt vejgreb, men havde tendens til at understyre og kunne let skride ud på våd vej. Det elektriske system var 12-volt. Fra 1955 fremstillede Ford også Anglia i en varevognudgave, der blev solgt som Anglia Escort og den bedre udstyrede Anglia Squire, og under Fords varevognsmærke, Thames, som Ford Thames 300 i en basis udgave.
Det britiske motormagasin The Motor testede i 1954 den nye Anglia, hvor der blev målt en tophastighed på 112 km/t og en acceleration fra 0-96 km/t på 29,4 sekunder. Brændstofforbruget blev målt til 9,3 liter pr. 100 km (10,8 km pr. liter). Testbilen kostede 511 £ inklusive skatter og afgifter.
Anglia 100E fik et facelift i oktober 1957 med en ny kølergrill, nye frontlygter, en større bagrude, større baglygter og kofangere af krom.
Anglia 100E solgte godt; da produktionen ophørte i 1959, var der fremstillet 345.841 eksemplarer i Storbritannien.
- 1957 Ford Anglia 100E før facelift
- 1956 Ford Anglia 100E på vejen set bagfra
- 1958 Ford Anglia 100E efter facelift med ny kølergrill
- Ford Anglia 100E fra 1959

## Anglia 105E (1959–1968)
Fjerde generation af Anglia, 105E, blev introduceret i 1959. Bilen havde et radikalt anderledes design end forgængeren med sin amerikansk prægede stil med skrå næselinje, halefinner og fremtrædende "øje"-forlygter. Som Fords Lincolns og Mercurys fra slut-50'erne havde Anglia en bagudskrånende bagrude, der ifølge markedsføringen skulle sikre, at bagruden ikke blev våd i regnvejr. Instrumentbrættet blev udstyret med en rød lampe for status på generatoren og en grøn lampe for olietrykket.
Udover bilens nye design blev fik den nye Anglia også (tiltrængt) en ny motor: En 997 cc topventileret række-4'er, Ford Kent. 105E fik som den første britiske Ford en gearkasse med fire manuelle gear med synkromesh på de tre øverste fremadgående gear. I 1962 blev med 1,2 liter-udgaverne introduceret en helt ny gearkasse med synkromesh på alle gear. De udskældte vakuumdrevne vinduesviskere var på 105E erstattet med konventionelle elektrisk drevne vinduesviskere. Modelprogrammet blev i september 1961 udbygget med en stationcarudgave af Anglia. 
Anglias acceleration var stadig langsom, men var forbedret i forhold til tidligere udgaver af bilen. Bilen blev testet i 1959 af det britiske The Motor, der målte accelerationen fra 0-96 km/t til 26,9 sekunder. Tophastigheden blev målt til 118 km/t og benzinforbruget til 6,86 L/100 km (14,6 km/l). Den testede model kostede £610 inklusive skatter og afgifter på £180.
I oktober 1962 satte en standard Anglia 105E udstyret med 13 £ "Ford Performance Kit" en række hastigheds- og udholdenhedsrekorder for biler under 1000 cc ved et løb på Montlhéry Autodrome nær Paris.
Anglia 105E blev en stor kommerciel succes for Ford. I det første hele produktionsår, 1960, fremstillede Ford i Storbritannien 191.752 eksemplarer af Anglia, og satte dermed produktionsvolumenrekord for det britiske Ford. I oktober 1963 blev Anglia produceret på Fords nye fabrik i Halewood i Merseyside sammen med de nyligt introducerede Corsair-modeller. I 1962 blev Anglia Super introduceret med en 1198 cc-version af Ford Kent motoren, der også blev anvendt i den nyligt introducerede Ford Cortina. Anglia Super var kendetegnet ved sin lakerede kontrastfarvede sidestribe. Anglia og Cortina gav Ford et markant løft i markedsandele i Storbritannien i 1960'erne. I 1965 var Anglia med 84.000 solgte Anglia i Storbritannien nr. 4 på listen over bedst sælgende biler, kunder overgået af BMC's Austin/Morris 1100, Ford Cortina og Mini, men komfortabelt foran ærkerivalen GM's modeller Victor og Viva.
Anglia 105E blev solgt i Storbritannien indtil 1968, hvor modellen blev afløst af Ford Escort. 
Anglia 105E blev også fremstillet i Sydafrika, hvor modellen først for alvor slog igennem i 1966 med introduktioen af Anglia Super. Produktionen af Anglia 105E fortsatte i Sydafrika frem til slutningen af 1968.
Som med de tidligere Angliamodeller blev Anglia 105E også fremstillet som varevogn og også solgt under Fords varevognsmærke Thames. Thames-udgaven af Anglia 105E blev solgt som Thames 307E. Ford opgav Thames-mærket i 1965, hvorefter varevognsudgaverene alene blev solgt under Anglia-mærket. Varevognudgaven delte undervogn og motorer, men havde på en række punktet en anderledes design.
En særlig udgave af Anglia blev udviklet og fremstillet på Fords fabrik i Torino i Italien, Anglia Torino 105E. Modellen benyttede undervogn og mekaniske komponenter fra 105E, men med et noget andet design, særlig var bagenden anderledes.Der blev solgt 10.007 eksemplarer i Italien, ligesom modellen også blev solgt i Benelux.
- 1960 Ford 105E Anglia
- Ford Anglia 105E Stationcar med smallere kølergrill
- Ford Anglia 105E Estate
- Ford Anglia Sportsman (1965)
- Ford Anglia Super 105E (1965) med stribe
- Bagende af Ford Anglia Torino 105E

## I film og tv
Ford Anglia optræder i adskillige film og tv-film/tv-serier, og er bl.a. benyttet i Harry Potter-filmserien, hvor Harry Potter flyver med bilen til og fra Hogwarts. 